# Albert Salmi
Pour les articles homonymes, voir Salmi.
Albert Salmi est un acteur américain, né le 11 mars 1928 à Brooklyn, New York, et mort le 22 avril 1990 à Spokane (États-Unis) d'un suicide après avoir tiré une balle dans la tête de son ex-femme.

## Filmographie
- 1958 : Les Frères Karamazov (The Brothers Karamazov) : Smerdjakov
- 1958 : Bravados (The Bravados) : Ed Taylor
- 1960 : La Quatrième Dimension (TV, saison 1, épisode l'Exécution)
- 1960 : Le Fleuve sauvage (Wild River) : Hank Bailey
- 1960 : Le Vent de la plaine (The Unforgiven) : Charlie Rawlins
- 1964 : L'Outrage (The Outrage) : Sheriff
- 1967 : Une sacrée fripouille (The Flim-Flam Man) d'Irvin Kershner : Deputy Meshaw
- 1967 : Sept secondes en enfer (Hour of the Gun) : Octavius Roy (prosecuting attorney)
- 1967 : Matt Helm traqué (The Ambushers) : Jose Ortega
- 1968 : Three Guns for Texas : Cletus Grogan
- 1968 : Le Virginien (TV) saison 06 épisode 16 : (The Death Wagon (La Fièvre)) : Le caporal ancien cuistot
- 1970 : Menace on the Mountain (es) (TV) : Poss Timmerlake
- 1970 : The Andersonville Trial (en) (TV) : James Gray
- 1971 : Rio Verde (Something Big) : Jonny Cobb
- 1971 : L'Homme de la loi (Lawman) de Michael Winner : Harvey Stenbaugh
- 1971 : Les Dynamiteros (The Deserter) : Schmidt
- 1971 : Les Évadés de la planète des singes (Escape from the Planet of the Apes) : E-1
- 1971 : Four Rode Out
- 1972 : Kung Fu (TV) : Raif
- 1972 : Chasseur d'homme (The Manhunter) (TV) : Rafe Augustine
- 1973 : Female Artillery (TV) : Frank Taggert
- 1973 : Winesburg, Ohio (TV) : Tom Willard
- 1973 : Les Rues de San Francisco (TV) - Saison 1, épisode 22 (The House on Hyde Street) : Joe Rudolph
- 1974 : Night Games (TV) : Pete Toley
- 1974 : The Take de Robert Hartford-Davis : Dolek
- 1974 : Petrocelli (série TV) : Pete Ritter
- 1974 : A Place Without Parents
- 1974 : The Crazy World of Julius Vrooder : Splint
- 1974 : The Legend of Earl Durand : Jack McQueen
- 1975 : Truckin'
- 1976 : Once an Eagle (feuilleton TV) : Sen. Bert McConnadin
- 1977 : Black Oak Conspiracy : Sheriff Otis Grimes
- 1977 : Moonshine County Express (en) : Sheriff Larkin
- 1977 : Le Casse-cou (Viva Knievel!) : Cortland
- 1977 : L'Empire des fourmis géantes (Empire of the Ants) : Sheriff Art Kincade
- 1977 : Harold Robbins' 79 Park Avenue (feuilleton TV) : Peter Markevich
- 1978 : Greatest Heroes of the Bible (feuilleton TV) : Har-Gatep
- 1979 : The Sweet Creek County War : George Breakworth
- 1979 : Avec les compliments de Charlie (Love and Bullets) : Andy
- 1979 : Des nerfs d'acier (en) (Steel) : Tank
- 1979 : Undercover with the KKK (TV) : Lester Mitchell
- 1980 : Cuba Crossing : Delgato
- 1980 : The Great Cash Giveaway Getaway (TV) : Hicks
- 1980 : Portrait of a Rebel: The Remarkable Mrs. Sanger (TV) : Haywood
- 1980 : Cloud Dancer : Ozzie Randolph
- 1980 : Brubaker : Rory Poke
- 1980 : Le Golf en folie (Caddyshack) : Mr. Noonan
- 1981 : The Guns and the Fury : Colonel Liakhov
- 1981 : Burned at the Stake : Captain Billingham
- 1981 : Le Dragon du lac de feu (Dragonslayer) : Greil
- 1981 : St. Helens (en) : Clyde Whittaker
- 1982 : I'm Dancing as Fast as I Can : Ben Martin
- 1982 : Thou Shalt Not Kill (TV) : Hugh Grover
- 1982 : Superstition : Inspector Sturgess
- 1982 : Love Child, de Larry Peerce : Capt. Ellis
- 1984 : Best Kept Secrets (TV) : Ed Dietz
- 1984 : Hard to Hold : Johnny Lawson
- 1984 : Fatal Vision (TV) : Judge Dupree
- 1986 : Dress Gray (en) de Glenn Jordan (Téléfilm) : Sgt. Oliphant
- 1986 : Born American : United States emissary
- 1988 : Jesse (TV) : Sheriff Bill Sommers
- 1989 : Billy the Kid (TV) : Mr. Maxwell
- 1989 : Breaking In : Johnny Scot, Poker Player
- 1989 : Le Secret de Château Valmont (Till We Meet Again) (feuilleton TV)